# Sunburst Lake
Sunburst Lake är en sjö i Kanada.   Den ligger i provinsen British Columbia, i den centrala delen av landet, 3 000 km väster om huvudstaden Ottawa. Sunburst Lake ligger 2 223 meter över havet. Den ligger vid sjön Cerulean Lake.
Trakten runt Sunburst Lake består i huvudsak av gräsmarker. Trakten runt Sunburst Lake är nära nog obefolkad, med mindre än två invånare per kvadratkilometer.